# Guido V Correggio
Guido V Correggio era fill d'Azzo da Correggio. El 1371 es va apoderar de la senyoria de Correggio però el 1389 els milanesos el van obligar a compartir el condomini amb els seus cosins.
Patrici de Parma el 1390.
Va conspirar contra Milà i va ser privat de la consenyoria el 1390. Va jurar fidelitat als Visconti el 1393 però el setembre del 1397 els va trair. Va morir aquell mateix any. Es va casar amb Violante Alidosi, filla de Roberto Alidosi, senyor d'Imola. Va deixar cinc fills: Jacopo; Francesco, Azzo, Beltrame i Beatrice, els quatre primers patricis parmesans.